# Sol Gabetta
Sol Gabetta (Villa María, Córdoba (Argentína), 1981. április 18. – ) argentín csellóművész.

## Élete, munkássága
Gabetta Argentínában született, apja Andrés Gabetta francia, anyja Irène Timacheff orosz származású. Hároméves korában először hegedülni tanult, hárfán is akart játszani, de szülei ezt ellenezték, végül négy és félévesen a gordonkázni kezdett. A két hangszert nyolcéves koráig párhuzamosan vitte, amikor úgy döntött, hogy a csellóra összpontosít. Buenos Airesben tanult Christine Walewska, amerikai-lengyel csellistánál, de órákat vett Leo Viola, Piero Farulli és Ljerko Spiller tanároktól is. Tízévesen megnyerte első versenyét Argentínában, 12 éves korában pedig fellépett a Buenos Aires-i Teatro Colonban. Ezután Spanyolországban folytatta tanulmányait, 1992-től 1994-ig a neves Escuela Superior de Música Reina Sofia iskolában tanult Madridban. 1992-től hét évig Msztyiszlav Rosztropovics tanítványánál, Ivan Monighettinél tanult a bázeli Zeneakadémián, Svájcban. Tanulmányait ezután David Geringasnál, egy másik Rosztropovics-tanítványnál fejezte be a berlini Hanns Eisler Musikhochschuléban.
Több jelentős nemzetközi versenyt nyert, köztük a Natalia Gutman-díjat a moszkvai Csajkovszkij Versenyen, megnyerte az ARD-versenyt Münchenben és a Crédit Suisse Young Artist díjat Svájcban. 2004-ben ez utóbbinak eredményeként játszhatott a Luzerni Ünnepi Játékokon a Bécsi Filharmonikusokkal, Valerij Gergijev vezetésével. Ennek a fellépésnek köszönhetően a nemzetközi figyelem központjába került.
2005 végén a bázeli Musikhochschule tanára lett, Ivan Monighetti asszisztenseként. 2006-ban megalapította a Solsberg Fesztivált, amely egy évente megrendezett kamarazenei koncertsorozat. 2010-ben létrehozta a Cappella Gabetta barokk zenekart, amelyet testvére, Andrés Gabetta hegedűművész irányít. Szintén 2010 óta vezeti a bajor közszolgálati televízió csatornán futó KlickKlack című zenei műsort. Számos művet írtak neki, köztük Michel van der Aa Up-Close című csellóversenyét, vagy Wolfgang Rihm Concerto en Sol című művét, amelyet 2020-ban mutatott be. 2009-ben elnyerte Argentína legrangosabb zenei díját, a Premio Gardelt. 2018-ban – a díj történetének második díjazottjaként – megkapta a Herbert von Karajan-díjat a Salzburgi Húsvéti Fesztiválon. 2013-ban mutatta be az Arte tévécsatorna a róla szóló Die Cellistin Sol Gabetta. Ein Stück von meiner Seele című 55 perces dokumentumfilmet, Annette Schreier rendezésében.
Fellépett a világ legjobb zenekaraival, köztük a Royal Filharmonikus Zenekarral, a Philadelphia Orchestrával, a Skót Királyi Nemzeti Zenekarral, a Staatskapelle Dresdennel, a Bamberger Symphonikerrel, az Orchestre National de France-szal, az Antwerpeni Szimfonikus Zenekarral, a berlini Deutsche Symphony Orchestrával, a Müncheni Filharmonikusokkal, a Londoni Filharmonikus Zenekarral. Olyan karmesterekkel dolgozott együtt, mint Neeme Järvi, Charles Dutoit, Christoph Eschenbach, Klaus Mäkelä, Elim Chan, Christian Thielemann és François-Xavier Roth. Munkássága fontos eleme a kamarazene is, gyakran dolgozik együtt például Alekszej Vologyinnal, Bertrand Chamayou-val, Kristian Bezuidenhout-val, Alekszandr Melnyikovval.
Első lemezét még tanulmányai idején, 2006-ban vette fel Csajkovszkij, Camille Saint-Saëns és Alberto Ginastera zenéjével (a Münchner Rundfunkorchestert Ari Rasilainen vezényelte). A CD 2007-ben elnyerte az Echo Klassik zenei díjat, az év hangszeres előadója kategóriában. Albumai ezen kívül is számos kitüntetést kaptak, köztük összesen öt Echo Klassik-díjat és egy Diapason d′Or-t.
Több olasz mesterhangszeren játszik, köztük legrégebben egy 1759-es Guadagnini-csellón, 2016 óta egy 1730-as Matteo Goffriller-csellón és 2020 óta Antonio Stradivari híres 1717-es „Bonamy Dobree-Suggia” hangszerén is. Az Il Progetto Vivaldi II című album felvételein Ferdinando Gagliano 1781-es barokk csellóját használta.
Sol Gabetta férje Balthazar Soulier, a Berni Alkalmazott Tudományok Egyetemének hangszeres mesterkutatója, egy fiuk van. Bázelben élnek.

## Felvételei
Válogatás az AllMusic és a Discogs nyilvántartása alapján.
| Megjelenés | Tartalom | Közreműködők                                                               | Kiadó               |
| ---------- | --- | -------------------------------------------------------------------------- | ------------------- |
| 2006       | Sol Gabetta plays Tchaikovsky, Saint-Saëns & Ginastera                                                             | Münchner Rundfunkorchester, Ari Rasilainen                                 | RCA Red Seal        |
| 2008       | Shostakovich: Cello Concerto No. 2, Cello Sonata                                                                   | Münchner Philharmoniker, Marc Albrecht, Mihaela Ursuleasa                  | RCA Red Seal        |
| 2010       | Sol Gabetta plays Hofmann, Haydn & Mozart                                                                          |                                                                            | RCA, RCA Red Seal   |
| 2011       | Il Progetto Vivaldi, Vol. 2 (+Leonardo Leo, Giovanni Benedetto Platti)                                             | Cappella Gabetta, Andrés Gabetta                                           | Sony Classical      |
| 2012       | Duo | Hélène Grimaud                                                             | Deutsche Grammophon |
| 2014       | Prayer (Bloch, Sosztakovics)                                                                                       |                                                                            | Sony Classical      |
| 2015       | Beethoven: Triple Concerto                                                                                         | Giuliano Carmignola, Dejan Lazic, Kammerorchester Basel, Giovanni Antonini | Sony Classical      |
| 2017       | Cecilia* & Sol, Dolce Duello                                                                                       | Cecilia Bartoli, Cappella Gabetta, Andrés Gabetta                          | Decca               |
| 2018       | Schumann (Fünf Stücke im Volkston Op. 102, Adagio und Allegro Op. 70, Fantasiestücke Op. 73, Konzertstück Op. 129) | Bertrand Chamayou, Kammerorchester Basel, Giovanni Antonini                | Sony Classical      |
| 2020       | Plaisirs Illuminés: Veress, Kurtág, Ginastera, Coll                                                                | Francisco Coll, Patricia Kopatchinskaja, Camerata Bern                     | Alpha               |
| 2021       | Sol & Pat (Jean-Marie Leclair, Carl Philipp Emanuel Bach, Maurice Ravel, Ligeti György, Kodály Zoltán...)          | Patricia Kopatchinskaja                                                    | Alpha               |